# 나갈랜드주

나갈랜드주의 위치

나갈랜드주의 국기

나갈랜드주(영어: Nagaland)는 인도 북동부에 위치한 주로 주도는 코히마이며 가장 큰 도시는 디마푸르이다. 인구는 1,988,636명(2001년 기준), 면적은 16,579km2으로 인도에서 가장 작은 주이다..
1963년 12월 1일 주로 승격되었으며 주민의 대부분은 티베트버마계의 나가족이다. 서쪽으로는 아삼주, 북쪽으로는 아루나찰프라데시주, 남쪽으로는 마니푸르주와 접하며 동쪽으로는 미얀마와의 국경을 접한다.
농업이 가장 중요한 경제 활동이고 핵심 작물은 쌀, 옥수수, 콩, 사탕수수, 감자를 포함한다. 다른 중요 경제 활동은 임업, 관광 등을 포함한다.

## 같이 보기
- 나가 자치구
- 코히마